# Arvidas Domeika
Arvidas Domeika (* 20. Mai 2000 in Hrodna, Belarus) ist ein litauischer Eishockeyspieler, der seit 2020 für die Mannschaft der McKendree University am Spielbetrieb der American Collegiate Hockey Association teilnimmt.

## Karriere
Arvidas Domeika begann seine Karriere als Eishockeyspieler in seiner belarussischen Geburtsstadt Hrodno, wo er für die U16-Mannschaft des örtlichen COR Hrodna in der litauischen U17-Liga spielte. 2017 wechselte er in die Vereinigten Staaten und spielte dort drei Jahre für die Dallas Snipers in der Western States Hockey League. Seit 2020 ist er für die Mannschaft der McKendree University in der Meisterschaft der American Collegiate Hockey Association aktiv.

### International
Für Litauen nahm Domeika bereits im Juniorenbereich an Weltmeisterschaften teil. 2017 und 2018 spielte der Stürmer bei den U18-Weltmeisterschaften der Division II. An den U20-Weltmeisterschaften nahm er 2017, 2019 und 2020 in der Division II und nach einem zwischenzeitlichen Aufstieg 2018 in der Division I.
Sein Debüt in der litauischen Herren-Nationalmannschaft gab Domeika bei der Weltmeisterschaft 2019 in der Division I.

## Erfolge und Auszeichnungen
- 2017 Aufstieg in die Division I, Gruppe B, bei der U20-Weltmeisterschaft der Division II, Gruppe A